# N.Technology
N.Technology est une écurie italienne de sport automobile fondée par Mauro Sipsz et Monica Bregoli. Créée sous le nom Nordauto Squadra Corse, l'équipe a pour mission de gérer les activités sportives mondiales du Groupe Fiat. En 1994, elle fut rebaptisée Nordauto Engineering et en 2001 N. Technology. L'ex pilote Andrea de Adamich est actuellement vice-président de la société.

## Compétition

### Voiture de tourisme

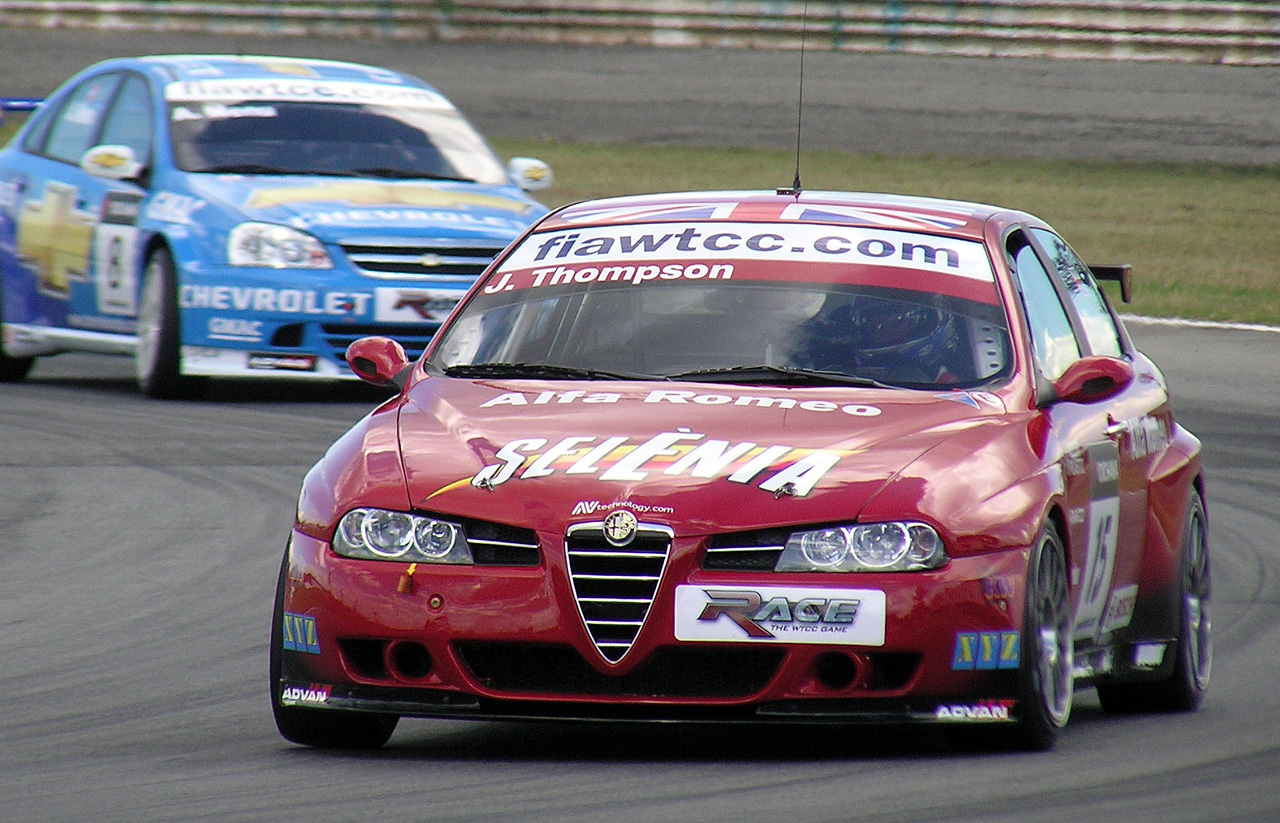
James Thompson au volant d'une Alfa Romeo 156 N.Technology dans le championnat du monde de voitures de tourisme 2007 à Curitiba.

N.Technology a remporté 7 championnats européens et 5 championnats italiens de voitures de tourisme avec Alfa Romeo, dont 3 championnats pilotes européens consécutifs avec Fabrizio Giovanardi en 2001 et 2002, et Gabriele Tarquini en 2003. L'écurie continua en championnat du monde et finit troisième en 2005 avec Fabrizio Giovanardi. En 2006, N.Technology courra sans le  soutien d'Alfa Romeo et décrocha la troisième place avec Augusto Farfus. En 2007, James Thompson finit troisième du championnat. Pour la saison 2008, l'écurie engagea une Honda Accord Euro R pilotée par James Thompson.

### Rallye
L'écurie a disputé la saison inaugurale de l'Intercontinental Rally Challenge avec le pilote Giandomenico Basso qui a remporté le championnat à bord d'une Fiat Abarth Grande Punto S2000.

### Formule Master

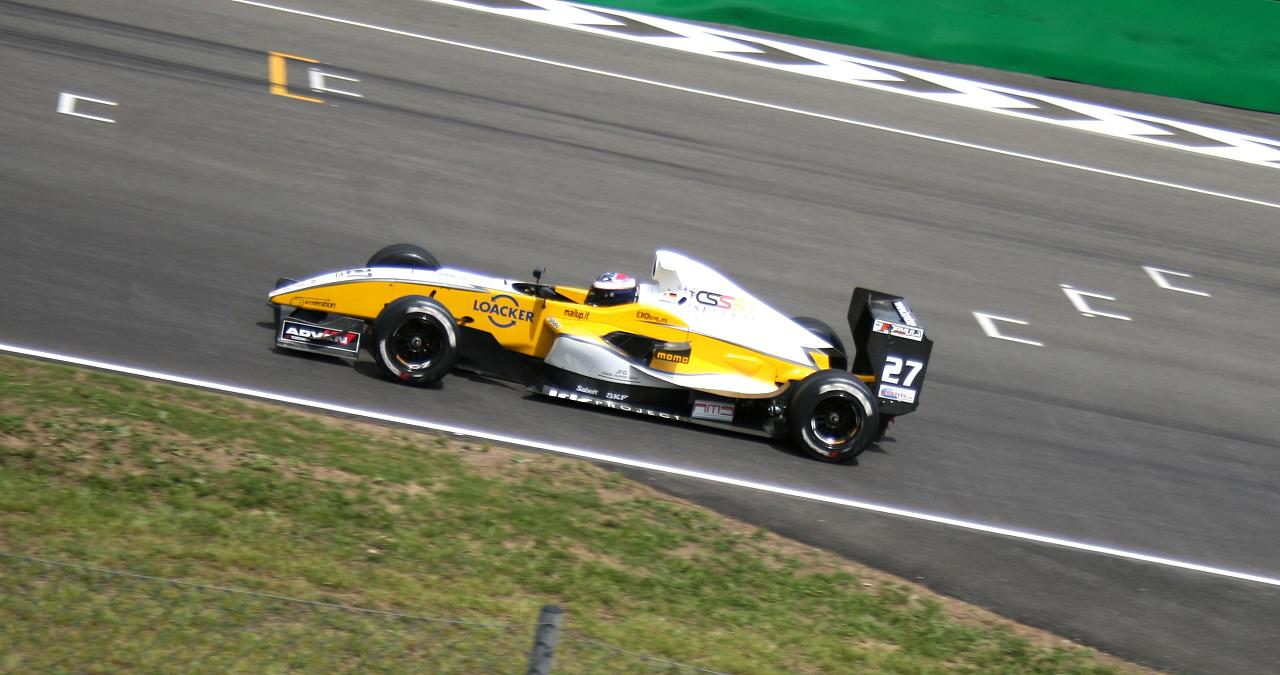
Monoplace de l'International Formula Master.

N.Technology a créé le championnat de Formule Master, l'International Formula Master, en 2007.

### Formule 1
En 2009, MSC Organization Ltd, la société-mère de N.Technology, envoya une demande d'inscription à la FIA pour le Championnat du monde de Formule 1 2010. L'écurie italienne déclara qu'elle était en contact avec des motoristes de Formule 1 dans le cas où sa candidature serait acceptée. La FIA publia le 12 juin la liste des 3 nouveaux inscrits sans retenir N.Technology. Le 12 juillet, N.Technology présenta un recours en justice contre la FIA au Tribunal de grande instance de Paris, affirmant qu'elle avait été informée que la seule possibilité d'être sélectionné pour le championnat 2010 était d'utiliser un moteur Cosworth. L'affaire fut entendue par le tribunal le 13 octobre et la demande de N.Technology rejetée le 10 novembre.Cette controverse s'inscrivit dans le cadre du conflit FIA-FOTA qui vit la FIA s'opposer aux motoristes de Formule 1 qui menaçaient de créer un championnat parallèle.